# Hacks
Hacks é uma série de televisão de comédia dramática estadunidense criada por Lucia Aniello, Paul W. Downs e Jen Statsky que estreou em 13 de maio de 2021 na Max. É estrelada por Jean Smart, Hannah Einbinder e Carl Clemons-Hopkins. 
Em junho de 2021, a Max renovou a série para uma segunda temporada.

## Enredo
Uma jovem escritora e uma lenda da comédia em declínio devem deixar de lado suas diferenças para salvar suas carreiras.

## Elenco

### Principal
- Jean Smart como Deborah Vance
- Hannah Einbinder como Ava Daniels
- Carl Clemons-Hopkins como Marcus

### Recorrente
- Kaitlin Olson como Deborah "DJ" Vance Jr.
- Christopher McDonald como Marty Ghilain
- Paul W. Downs como Jimmy
- Mark Indelicato como Damien
- Poppy Liu como Kiki
- Johnny Sibilly como Wilson
- Megan Stalter como Kayla
- Rose Abdoo como Josefina
- Angela Elayne Gibbs como Robin
- Lorenza Izzo como Ruby
- Nina Tarr como Fabriziana
- Jane Adams como Nina

### Convidado
- Jefferson Mays como T.L. Gurley
- Jeff Ward como George
- Lauren Weedman como Madam Mayor Pezzimenti
- Louis Herthum como Dennis
- Anna Maria Horsford como Francine
- Chris Geere como um produtor de TV
- Kirby Howell-Baptiste como uma produtora de TV

## Episódios

### 1.ª temporada (2021)
| N.º geral | N.º na temp. | Título             | Dirigido por    | Escrito por                                 | Lançamento          |
| --------- | ------------ | ------------------ | --------------- | ------------------------------------------- | ------------------- |
| 1         | 1            | "There Is No Line" | Lucia Aniello   | Lucia Aniello & Paul W. Downs & Jen Statsky | 13 de maio de 2021  |
| 2         | 2            | "Primm"            | Lucia Aniello   | Paul W. Downs                               | 13 de maio de 2021  |
| 3         | 3            | "A Gig's a Gig"    | Lucia Aniello   | Lucia Aniello                               | 20 de maio de 2021  |
| 4         | 4            | "D'Jewelry"        | Desiree Akhavan | Joanna Calo                                 | 20 de maio de 2021  |
| 5         | 5            | "Falling"          | Paul W. Downs   | Andrew Law                                  | 27 de maio de 2021  |
| 6         | 6            | "New Eyes"         | Lucia Aniello   | Lucia Aniello & Paul W. Downs & Jen Statsky | 27 de maio de 2021  |
| 7         | 7            | "Tunnel of Love"   | Desiree Akhavan | Katherine Kearns                            | 3 de junho de 2021  |
| 8         | 8            | "1.69 Million"     | Paul W. Downs   | Pat Regan                                   | 3 de junho de 2021  |
| 9         | 9            | "Interview"        | Lucia Aniello   | Samantha Riley                              | 10 de junho de 2021 |
| 10        | 10           | "I Think She Will" | Lucia Aniello   | Ariel Karlin & Jen Statsky                  | 10 de junho de 2021 |

## Recepção
O Rotten Tomatoes relatou uma taxa de aprovação de 100% com base em 35 críticas, com uma classificação média de 8,46/10. O consenso dos críticos do site afirma: "Hacks habilmente equilibra suas críticas afiadas do mundo da comédia com momentos mais íntimos, ao mesmo tempo que dá à incomparável Jean Smart um papel digno de seus talentos - e uma excelente parceira Hannah Einbinder". O Metacritic calculou uma pontuação média ponderada de 82 de 100 com base em 20 avaliações, indicando "aclamação universal".